# François Leclerc du Tremblay
François Leclerc du Tremblay, conocido como padre José (4 de noviembre de 1577-Rueil, 18 de diciembre de 1638), fue un fraile capuchino francés, consejero del cardenal Richelieu y para el que se acuñó el término «eminencia gris».

## Biografía
Fue el hijo mayor de Jean Leclerc du Tremblay, presidente de la cámara de peticiones del Parlamento de París y Marie Motier Lafayette, su esposa. Recibió una educación clásica completa y, en 1595, hizo un largo viaje a Italia, con la intención de iniciar una carrera militar. Sirvió como oficial durante el asedio de Amiens de 1597 y participó en una embajada extraordinaria en Londres.
En 1599, el barón Mafflier —como se le conocía en la corte— decidió renunciar a sus privilegios y entrar en la Orden de los Capuchinos de Orleans. Durante su formación se mostró como un ejemplar devoto y un renombrado predicador y reformador. En 1606 asiste a Antonieta de Orleans-Longueville, monja de la Abadía de Fontevrault en la fundación de la Orden de las Hijas del Calvario y escribió una obra de devoción para su uso. Su celo evangelizador le lleva a enviar misioneros a países hugonotes con la intención de devolver a estos al catolicismo.

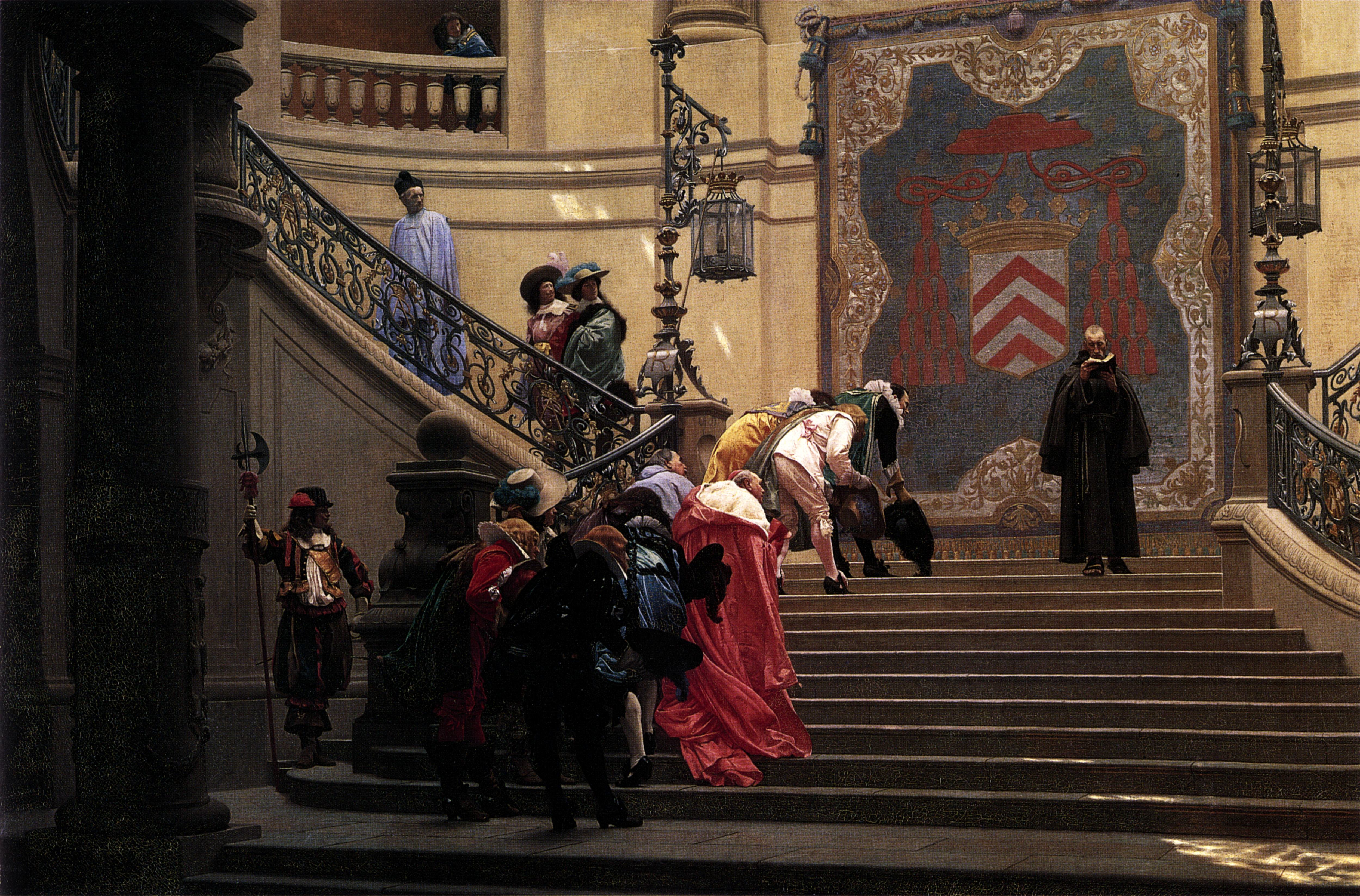
Pintura al óleo titulada L'Éminence Grise, de Jean-Léon Gérôme, que muestra a François Leclerc du Tremblay, secretario del cardenal Richelieu y considerado una eminencia gris descendiendo por la gran escalera del Palais Cardinal.

Entró en el escenario político durante la Conferencia de Loudun, en la que apoyó a la reina María de Médicis y el legado pontificio contra el galicanismo, evitando que el parlamento y la nobleza consigan la separación de Roma. En 1612 comenzó su fructífera relación personal con el cardenal Richelieu, personaje al que permanece unido en la historia como «eminencia gris», en referencia al color del hábito capuchino y al título reservado a los cardenales.
Gracias al gran número de frailes capuchinos, el padre Joseph creó una amplia red de información al servicio de Richelieu. Los monjes, convertidos en agentes de información, permitirán tener permanentemente al día los informes confidenciales de las distintas zonas de conflicto contra las herejías. Entre 1617 y 1625, Leclerc du Tremblay compone La Turciade, una epopeya de cuatro mil seiscientos treinta y siete versos en latín, que se imprime por duplicado. El Papa Urbano VIII, a quien va dedicado, lo llama «La Eneida cristiana». 
En 1627, el religioso asistió al asedio de la plaza protestante de La Rochelle. Francia estaba entonces implicada en la Guerra de los treinta años, mediante el apoyo que otorgaba a los enemigos protestantes del Emperador del Sacro Imperio Romano Germánico Fernando III, una alianza aparentemente contradictoria, pero que integraba la política general contra la casa de Austria de los reyes franceses. El fraile soñó con una Europa unida en una nueva Cruzada contra los turcos y consideró que los Habsburgo eran un obstáculo que impedían que la paz pan-europea fuera posible. En esta línea, trabajó para que la Dieta de Ratisbona de 1630 se opusiera al emperador y trató de provocar la intervención del rey Gustavo II de Suecia. Fue uno de los arquitectos en la sombra de la Paz de Westfalia.

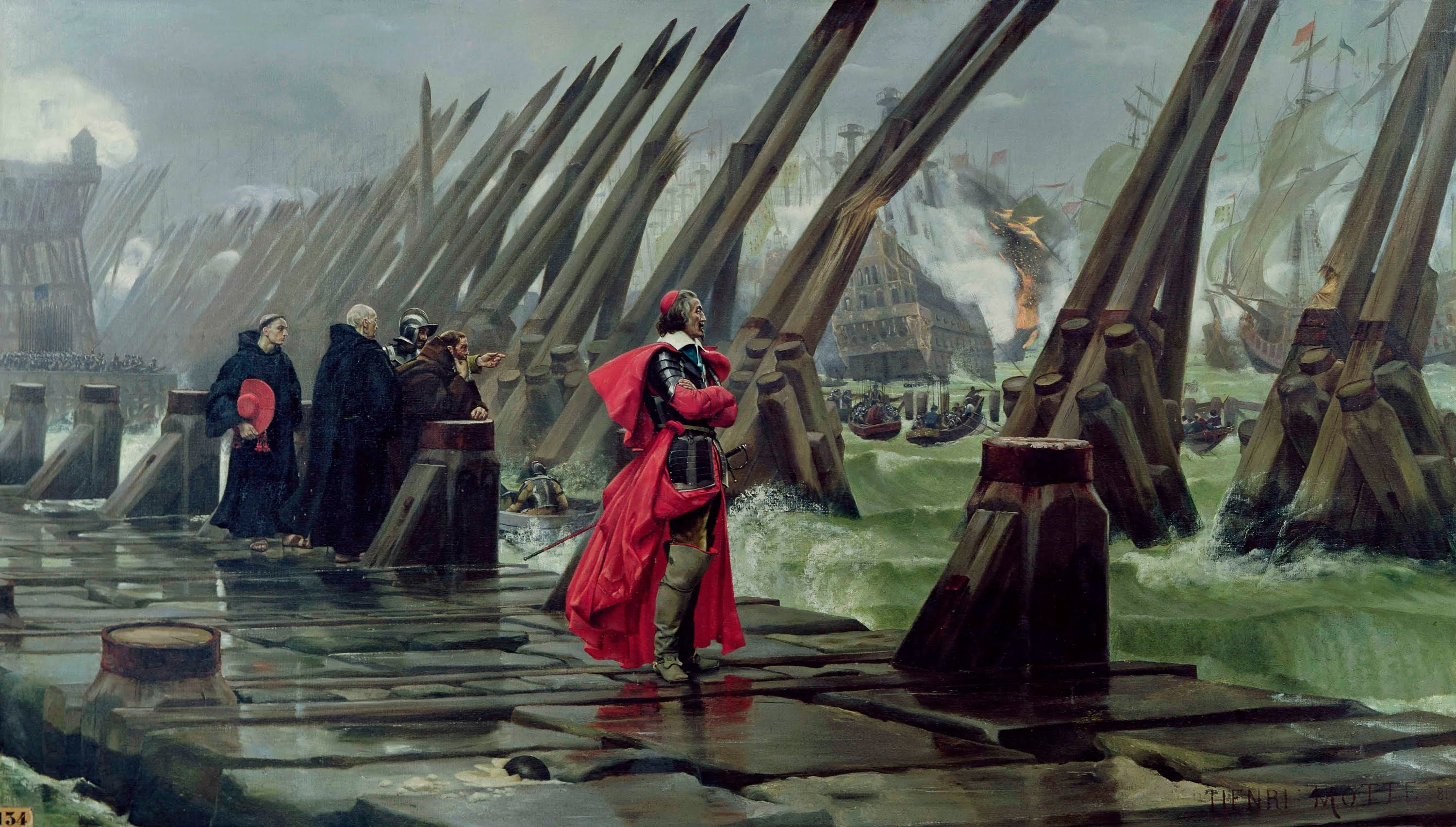
El cardenal Richelieu y, en segundo plano, el padre José, en el asedio a La Rochelle, de Henri Motte (1881).

Según las crónicas de la época, vivió siempre con una gran austeridad, dedicado exclusivamente a la diplomacia. Sufrió un primer ictus en la primavera de 1638 y murió pocos días después de un segundo ataque, en diciembre del mismo año, poco antes de serle concedido el cardenalato. El cardenal Richelieu escribió: «pierdo mi consuelo y mi único alivio, mi confidente y mi apoyo». Como consecuencia de su muerte, Mazarino será el interlocutor privilegiado de Richelieu.